# اصالت شخص
اصالت شخص (انگلیسی: Personalism)، قول به این است که اندیشه شخص برای شناخت جهان، یکی از مقولات ضروری است.

## شخص‏
شخص‏ (Person)، در اصطلاح منطقیان شخص عبارت است از ماهیتی که معروض تشخصات واقع می‌شود. این لفظ بیش از هر چیز دیگری بر انسان اطلاق شد، یعنی موجودی که ذات خود را درمی‌یابد و افعال خود را درک می‌کند و دربارهٔ آنها می‌پرسد. انسان به این معنی (شخص) مقابل شیء خارجی خالی از عقل و اختیار است.
دانشمندان بین شخص طبیعی و شخص معنوی فرق گذاشته‌اند. شخص طبیعی همان جسم انسان است از این جهت که مظهر ذات آگاه اوست یا از این جهت که این جسم تعبیری از ذات اوست. شخص معنوی فردی است که متصف به صفاتی است که به او امکان مشارکت عقلی و وجدانی در روابط انسانی می‌دهد.
شرط شخص معنوی این است که ذات خود را دریابد. و عاقل و قادر به تمییز بین حق و باطل و خیر و شرّ باشد. و قادر باشد که خود را مقید به اموری کند که عمل او را در نظر مردم معقول جلوه دهد.

## پدیدارشناسی
نهضت‌های پدیدارشناسی، و اصالت شخص (personalism) غالباً با عنوان نمونهٔ نگرش انسان‌شناسی فلسفی ذکر می‌شوند، و نام ماکس شلر به عنوان متفکر برجستهٔ این نهضت ذکر می‌شود.

## ماکس شلر
انسان‌شناسی فلسفی با تأمل در ماهیت انسان یکی از حوزه‌های خاص مورد توجه «ماکس شلر» است. رویکرد پدیدارشناسانه وی متأثر از ایدئالیسم، فلسفه زندگی و مسیحیت، درصدد ارائه تصویری جامع از انسان است. بدین منظور شلر وجوه واقعی و تجربی انسان را در کنار ارزش‌های معنوی و روحانی وی و با اذعان به استقلال آنها از یکدیگر و در عین حال تعامل و پیوندشان مورد توجه قرار می‌دهد.
ماکس شلر توجه خود را به جنبه‌های مغفول مانده آدمی از جمله عواطف و احساسات به ویژه عشق و نفرت معطوف نموده و از سوی دیگر ضمن تلاش برای ارائه معرفتی یقینی در مورد انسان با اجتناب از ذات‌گرایی، امور مربوط به انسان را از منظری پدیدارشناسانه و بر اساس نحوه آشکاری آنها بررسی می‌کند.
هم‌زمان وی ضمن داشتن تعلّقاتی فلسفی، بر اساس دغدغه‌های جامعه‌شناسانه به مسائل انضمامی و واقعی انسان نیز توجهی خاص دارد.
شلر در باب انسان افزون بر ویژگی‌های عام و مشترک وی با بقیه، به تشخّص انسان بهای زیادی می‌دهد و البته بر آن است که نمی‌توان انسان را به شیوه‌ای عینی مورد شناسایی قرار داد و تنها باید بر اساس رویکردی پدیدارشناسانه با وی مواجه گردید.
شلر، بر مبنای ذوات تجربه پدیدار شناختی نشان می‌دهد که احساس و ارزش لزوماً بر پایه دادهٔ حسی بنا نشده‌است.